# Liste der Kellergassen in Lengenfeld (Niederösterreich)
Die Liste der Kellergassen in Lengenfeld führt die Kellergassen in der niederösterreichischen Gemeinde Lengenfeld an.
| Foto |                 | Kellergasse                | Standort                | Beschreibung |
| ---- | --------------- | -------------------------- | ----------------------- | --- |
| BW   | Datei hochladen | Annagasse                  | KG: Lengenfeld Standort | Die beidseitige Kellergasse befindet sich am nördlichen Ortsrand in Grabenlage. Auf 300 Metern Länge befinden sich 42 Gebäude, einige davon um- oder neugebaut. Die Mehrheit der Keller ist traufständig, etwa ein Drittel in Schildmauerform.                                                                     |
| ja   | Datei hochladen | Dornergasse                | KG: Lengenfeld Standort | Die beidseitige Kellergasse in Grabenlage wurde am Ortsrand angelegt, liegt heute aber mitten im verbauten Gebiet. Auf 250 Metern Länge befinden sich 32 Gebäude, vorwiegend traufständig. |
| ja   | Datei hochladen | Johannesgasse u. Kellerweg | KG: Lengenfeld Standort | Das beidseitige Kellergassensystem liegt in Graben- und Hohlweglage am nordöstlichen Ortsrand in den Straßen Johannesgasse, Kellerweg und Leopold-Figl-Straße. Auf 900 Metern Länge befinden sich 113 Gebäude, etwa ein Viertel davon um- oder neugebaut, die Keller teils traufständig, teils in Schildmauerform. |
| ja   | Datei hochladen | Langenloiser Straße        | KG: Lengenfeld Standort | Die einseitige Kellergasse liegt an einer Geländekante am östlichen Ortsrand. Auf 150 Metern Länge befinden sich neun Keller. |
| BW   | Datei hochladen | Mühlfeldgasse              | KG: Lengenfeld Standort | Die kurze einseitige Kellergasse liegt in einem Graben am östlichen Ortsrand. |

| Foto:                    | Fotografie der Kellergasse (Gesamtheit). Klicken des Fotos erzeugt eine vergrößerte Ansicht. Daneben finden sich zwei Symbole: \| Weitere Bilder vorhanden \| Das Symbol bedeutet, dass weitere Fotos des Objekts verfügbar sind. Durch Klicken des Symbols werden sie angezeigt. \| \| Eigenes Foto hochladen \| Durch Klicken des Symbols können weitere Fotos des Objekts in das Medienarchiv Wikimedia Commons hochgeladen werden. \| |
| Name:                    | Bezeichnung der Kellergasse |
| Standort:                | Es ist die Katastralgemeinde (KG) angegeben. Durch Aufruf des Links Standort wird die Lage der Kellergasse in verschiedenen Kartenprojekten angezeigt. |
| Beschreibung             | Kurze Beschreibung der Kellergasse |
| Weitere Bilder vorhanden | Das Symbol bedeutet, dass weitere Fotos des Objekts verfügbar sind. Durch Klicken des Symbols werden sie angezeigt. |
| Eigenes Foto hochladen   | Durch Klicken des Symbols können weitere Fotos des Objekts in das Medienarchiv Wikimedia Commons hochgeladen werden. |